# شارل کورنویر
شارل کورنویر (انگلیسی: Charle Cournoyer؛ زادهٔ ۱۱ ژوئن ۱۹۹۱) اسکیت‌باز سرعت اهل کانادا است.